# Konrad von Wallenrode
Konrad von Wallenrode (Franconia, 1330 circa – Malbork, 23 luglio 1393) è stato il ventiquattresimo Gran maestro dell'Ordine teutonico dal 1391 fino alla sua morte.

## Biografia

### I primi anni
Konrad proveniva da una ricca famiglia di antiche tradizioni cavalleresche della Franconia, ma che risiedeva a Bad Berneck im Fichtelgebirge; "Wallenrode" era un cognome derivato da alcuni possedimenti nella regione della Prussia orientale. Egli aderì all'Ordine Teutonico nel 1370 circa. Il Gran Maestro Winrich von Kniprode lo nominò Komtur di Człuchów nel 1377, ma la sua vera carriera non ebbe inizio sin quando Konrad Zöllner von Rothenstein non divenne Gran Maestro nel 1382.
Alla morte di Kuno von Hattenstein, Konrad divenne Gran Maresciallo e Komtur di Königsberg. Gli venne chiesto, come primo incarico, di riorganizzare le crociate contro il Granducato di Lituania. Egli divenne quindi Komtur di Malbork e Grosskomtur dell'Ordine Teutonico (1387). Zöllner morì nel 1390, e solo poco tempo dopo Konrad sarebbe stato eletto Gran Maestro. Ad ogni modo, egli incontrò una notevole opposizione dal partito che sosteneva Walrabe von Scharffenberg, Komtur di Danzica. Wallenrode divenne infatti Gran Maestro il 20 agosto 1391, con il supporto di due potenti elettori, Siegfried Walpot von Bassenheim e Rüdiger von Elner, rispettivamente Komturs di Elbing (Elblag) e di Tuchola.

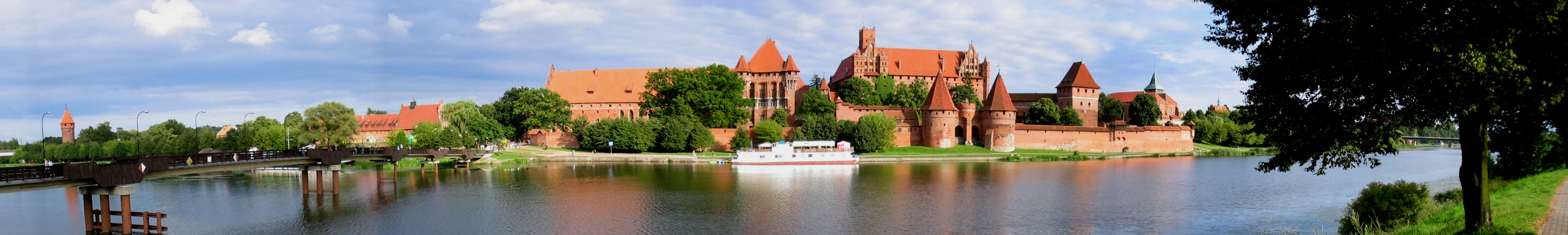
Il castello di Malbork

### Il periodo di governo
I due anni di governo di Konrad furono costellati di campagne contro la Lituania. Egli si coalizzò contro l'unione Polacco-Lituana, che tentò di dissolvere. Konrad indisse una nuova campagna contro la Lituania nel 1392 e divise le sue armate in tre divisioni. La prima, sotto il comando di Arnold von Burgeln, Komtur di Balga, si occupò delle operazioni in Masovia. Le altre due, rispettivamente sotto il comando di Konrad stesso e del Gran Maresciallo Engelhard Rabe von Wildstein, si occuparono dell'area di Vilnius. Questi ultimi erano intenzionati a prendere il controllo di Vilnius, che era difesa da cavalieri polacchi, ma si ritirarono per uno scandalo causato dallo stesso Gran Maestro.
Von Wildstein fu un grande comandante ed uno stratega rispettoso dei propri uomini, ma egli non rivelò eguali doti come Gran Maresciallo. Le ragioni, non sono perfettamente conosciute, ma questo alcuni sostennero che il Gran Maestro era geloso dei successi che andava riscuotendo von Wildstein. Questo, ad ogni modo, causò la rivolta di molti cavalieri che si trovavano al comando di Wildstein. Malgrado questo, Konrad non cambiò le proprie decisioni e la campagna venne abbandonata. Questo aiutò von Wallenrode ad eliminare i dissidenti dell'ordine, specialmente nelle Komturs di Balga, Brandeburgo-Ushakovo e Ragnit che si trovavano sotto la supremazia del Gran Maresciallo.
Nel 1392 il Duca Ladislao di Opole offrì a Konrad di ripartire la Lituania tra la Polonia, il Sacro Romano Impero, i Cavalieri Teutonici, il Margraviato di Brandeburgo, il Regno d'Ungheria e i ducati della Slesia, ma il Gran Maestro rifiutò. Lo stesso anno, infatti, iniziò una nuova campagna contro la Lituania con i migliori soldati, tra cui Henry di Derby, il futuro Re Enrico IV d'Inghilterra. Cavalieri olandesi e francesi sotto il comando di Konrad attaccarono Gardinas, lasciando Vytautas a firmare la pace a Toruń. Dopo dieci giorni di trattative, ad ogni modo, Konrad morì, il 23 luglio 1393, probabilmente di apoplessia.
Durante il suo governo, egli guidò numerose azioni economiche e di colonizzazione in Prussia. Egli concesse molti privilegi feudali ai tedeschi e costruì due castelli, Gottersweder e Mittenburg. Nel 1393 creò una nuova komtur a Ryn; il primo komtur della neonata provincia fu suo fratello Friedrich von Wallenrode, poi nominato Komtur di Gniew, Brodnica e Gran Maresciallo di Königsberg, che morì nella battaglia di Grunwald nel 1410. Un altro parente di Konrad fu Johann von Wallenrode, arcivescovo di Riga dal 1393 al 1416.

## Wallenrode nella letteratura
Adam Mickiewicz derivò molti elementi storici dalla vita di Konrad von Wallenrode per il suo poema patriottico del 1828, Konrad Wallenrod, nel quale Wallenrode è dipinto come un sostenitore dei lituani che, deliberatamente, portò l'Ordine Teutonico alla rovina per difendere la propria patria.
Il poema venne successivamente rappresentato in musica; I Lituani del compositore italiano Amilcare Ponchielli del 1874, e Konrad Wallenrod del compositore polacco Władysław Żeleński del 1885.